# Хутор Жовтневый (метеорит)
Жовтневый (Хутор) — каменный метеорит-хондрит весом 107 килограмм. По классификации метеоритов имеет петрологический тип H5.
Упал 9 октября 1938 года у хутора Жовтневый, село Пречистовка, Марьинского района Донецкой области. Координаты падения — 47° 35' N, 37° 15' E. Собрано 13 осколков, по неофициальным данным их было более 17-ти.
Осколки метеорита выпали на площади эллипса рассеяния с большой осью в 11 км, ориентированной с севера на юг.